# Opius adductus
Opius adductus är en stekelart som beskrevs av Fischer 1964. Opius adductus ingår i släktet Opius och familjen bracksteklar. Inga underarter finns listade i Catalogue of Life.